# A pub with no beer
A pub with no beer, ook bekend als (A) Bar with no beer, is de titel van een humoristisch countryliedje uit 1957. De tekst is een bewerking door Gordon Parsons (1926-1990) van een gedicht van Dan Sheahan. De melodie vertoont sterke gelijkenis met Beautiful Dreamer van Stephen Foster. Het liedje werd voor het eerst uitgevoerd in 1957 door  de Australische zanger Slim Dusty en werd daarmee bekend in Australië en Amerika. Het liedje werd in Europa bekend door uitvoeringen in verschillende talen van Bobbejaan Schoepen. In het Nederlands heet het liedje Café zonder bier. A pub with no beer/Café zonder bier is tevens de titelsong en de alternatieve titel van de in twee talen uitgebrachte film At the drop of a head/De ordonnans uit 1962.

## Ontstaan

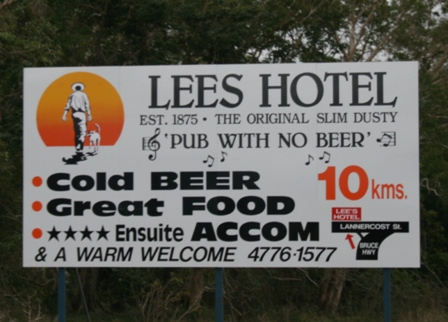
Verwijzing naar A pub with no beer op een reclamebord van een pub in het Australische Ingham

De oorspronkelijke tekst van A pub with no beer is een bewerking van een gedicht uit 1943 van de vrij onbekende dichter Dan Sheahan die afkomstig was uit Ierland en woonde in het Australische Ingham. Het gedicht werd bewerkt door Gordon Parsons (1926-1990). De melodie is door Parsons ontleend aan en vertoont sterke gelijkenis met Stephen Fosters Beautiful Dreamer.
De Australische countryzanger Slim Dusty (1927-2003) bracht het nummer in 1957 voor het eerst uit op de b-zijde van een single. Het nummer verkocht voor die tijd heel goed. Het was een van de eerste Australische nummers die de Amerikaanse hitlijsten bereikte.
Er bestaat onzekerheid over de vraag of er een werkelijk bestaand Australisch café is (geweest) dat als aanleiding voor het gedicht en de song heeft gediend.

## Europa
In Europa werd het lied in vier talen opgenomen door Bobbejaan Schoepen. Schoepen hoorde het voor het eerst in 1958 tijdens zijn verblijf in Engeland. Hij besliste toen op advies van zijn plaatselijke manager Jack Heath een Nederlandse (Café zonder bier), een Duitse (Ich steh' an der Bar), een Franse (Café sans export), en een Engelse versie (A Bar With No Beer) te maken. De Nederlandse tekst is geschreven door Etienne Lams, pseudoniem van Louis Baret. De Duitse en de Nederlandse versie van het lied werden verkoopsuccessen.

## Film
A Pub With No Beer en Café zonder bier zijn ook de titelsongs en tevens de alternatieve titels van de film At the Drop of a Head/De ordonnans uit 1962. Op de set werd tegelijk een Engelse en Nederlandse versie opgenomen. De Belgische indiegroep Dead Man Ray (met Daan en ex-dEUS Rudy Trouvé) heeft de soundtrack van de film gedeeltelijk herschreven en opnieuw opgenomen in 1999.

## Lijst van uitvoerders/coverversies
Anne Kirkpatrick & Slim Dusty (1957), Bobbejaan Schoepen (1959), Johnny Cash, Bluey Francis, Errol Gray, Foster & Allen, Gordon Parsons, The Irish Rovers, Johnny Greenwood, John Williamson, Nokturnl, Richard Clayderman, Rodney Vincent, The Singing Kettles, Stewart Peters and The Ten Tenors, Johnny Ashcroft, The Pogues, Danny O'Flaherty, Patsy Watchorn, The Clancy Brothers, Merv Allen & The Jimmy Johnston Showband and Wilson Cole, Rolf Harris (Engeland, 1963), Hamish Imlach (Engeland, 1995), The Dubliners (1967), Adge Cutler & The Wurzels (UK, 1968), Midnight Oil (Australië, 1998), Dead Man Ray (België, 2001), WC Experience.